# 恰拉揚傑里特
恰拉揚傑里特是土耳其的城鎮，位於該國南部，由卡赫拉曼馬拉什省負責管轄，海拔高度1,150米，該鎮在十六世紀成為奧托曼帝國的一部分，2008年人口12,572。

## 外部連結
- District governor's official website （页面存档备份，存于） （土耳其文）